# 4 Minutes
«4 Minutes» (укр. 4 хвилини) — перший сингл американської співачки Мадонни з її одинадцятого студійного альбому Hard Candy, що вийшов 17 березня 2008 року. В ньому беруть участь американські поети-композитори Джастін Тімберлейк і Тімбеленд, які також виступили співавторами і співпродюсерами пісні.

## Інформація про пісню
З попередньою назвою «4 Minutes to Save the World» пісня вперше вийшла в ефір, коли співпродюсер Тімбаленд зіграв її частину на концерті 16 грудня 2007 року в Філадельфії. Крім того, частина пісні програвалася на французькій радіостанції 29 лютого 2008, а пізніше потрапила в Інтернет.
Офіційно сингл дебютував на радіо 17 березня 2008 року і вийшов у цифровому вигляді у Великій Британії в цей же день. Реліз синглу в світі (крім США) відбувся 18 березня, 25 березня вийшов у США. В американському чарті журналу Billboard сингл дебютував на 68 місці. Наступного тижня пісня піднялася до 3 місця, ставши першою піснею співачки за останні вісім років, якій вдалося ввійти у трійку лідерів. В останній раз це було в 2000 році, коли сингл «Music» дістався вершини хіт-параду США і протримався там 4 тижні.
Пізніше сингл '4 Minutes' досягнув першого місця у британському чарті UK Singles Chart, ставши 13 синглом Мадонни, що очолював цей хіт-парад.
Пісня також була використана для рекламного ролика Sunsilk, який з'явився в ефірі 17 березня.

## Музичне відео
Відеокліп знімався у Лондоні з 30 січня до 2 лютого 2008 року з Тімберлейком та Тімбалендом. Режисером виступив Jonas & François (Justice’s «D.A.N.C.E.»), хореографія Джеймі Кінга. За сюжетом Мадонна і Джастін намагаються врятуватися від таємничої чорної субстанції, що поглинає простір.
Музичне відео в деяких країнах вийшло в iTunes Store 3 квітня 2008 року.

## Живе виконання

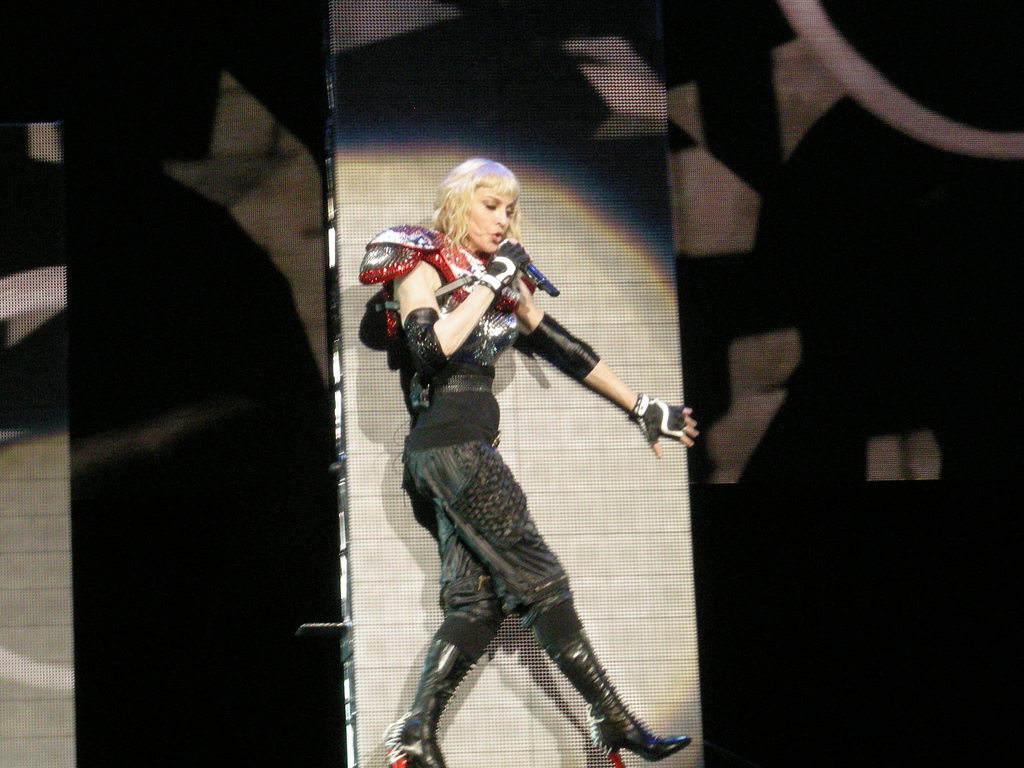
Мадонна виконує "4 Minutes" під час Sticky & Sweet Tour, у Амстердамі, Нідерланди.

Мадонна виконувала 4 Minutes під час промо-виступів до альбому Hard Candy, а також під час грандіозного турне Sticky & Sweet Tour 2008-2009 років.

## Чарти
| Чарт (2008)                         | Найвища позиція |
| ----------------------------------- | --------------- |
| Australian ARIA Digital Track Chart | 1               |
| Brazilian Hot 30 Dance Club Play    | 28              |
| Brazilian Hot 100 Songs & Tracks    | 22              |
| Canadian Hot 100                    | 1               |
| Czech Airplay Chart                 | 17              |
| Danish Singles Chart                | 1               |
| Dutch Singles Chart                 | 1               |
| European Hot 100                    | 14              |
| Finnish Singles Chart               | 1               |
| Hong Kong Singles Chart             | 1               |
| Irish Singles Chart                 | 8               |
| Israeli Singles Chart               | 3               |
| Malaysian Singles Chart             | 29              |
| Mexican Download Chart              | 1               |
| New Zealand Singles Chart           | 14              |
| Norwegian Singles Chart             | 1               |
| Polish National Top 50              | 12              |
| Russian Airplay Top 100             | 5               |
| Spanish Digital Singles Chart       | 6               |
| Swedish Singles Chart               | 2               |
| UK Singles Chart                    | 1 (3)           |
| Hot 100                             | 3               |
| U.S. Billboard Pop 100              | 2               |
| Світовий Чарт                       | 1               |

## Офіційні версії

### Оригінальні версії
1. Album Version — 4:04
2. Radio Edit — 3:10

### Офіційні ремікси
1. Bob Sinclar Space Funk Remix — 5:39
2. Bob Sinclar Space Funk Edit — 4:57
3. Junkie XL Remix — 6:16
4. Junkie XL Remix Edit (эксклюзив iTunes) — 4:39
5. Junkie XL Dirty Dub — 4:52
6. Peter Saves London Remix
7. Peter Saves Paris Remix — 8:37
8. Peter Saves Paris Mix Edit — 4:48
9. Peter Saves The World Remix
10. Rebirth Remix — 7:57
11. Rebirth Mix Edit — 3:42
12. Tracy Young House Mix — 7:55
13. Tracy Young Mixshow — 6:19
14. Tracy Young House Radio — 3:33
15. Tracy Young House Dub — 7:55

Див. також Дискографія Мадонни (сингли)